# Almendra
Almendra – gmina w Hiszpanii, w prowincji Salamanka, w Kastylii i León, o powierzchni 39 km². W 2011 roku gmina liczyła 183 mieszkańców.